# 社寮東砲台
社寮東砲台（しゃりょう ひがし ほうだい）は、台湾基隆市中正区和一路2巷にある砲台。基隆港を防御するために港口の右岸（北東）側の社寮島の高台に設置された沿岸要塞である。日本国陸軍省の公文書や、1921年から28年に陸地測量部が製作した二万五千分の一地図では「社寮島砲台」と記されており、社寮東砲台と社寮西砲台の2砲台をあわせて社寮島砲台と表記していたと考えられる。

## 歴史

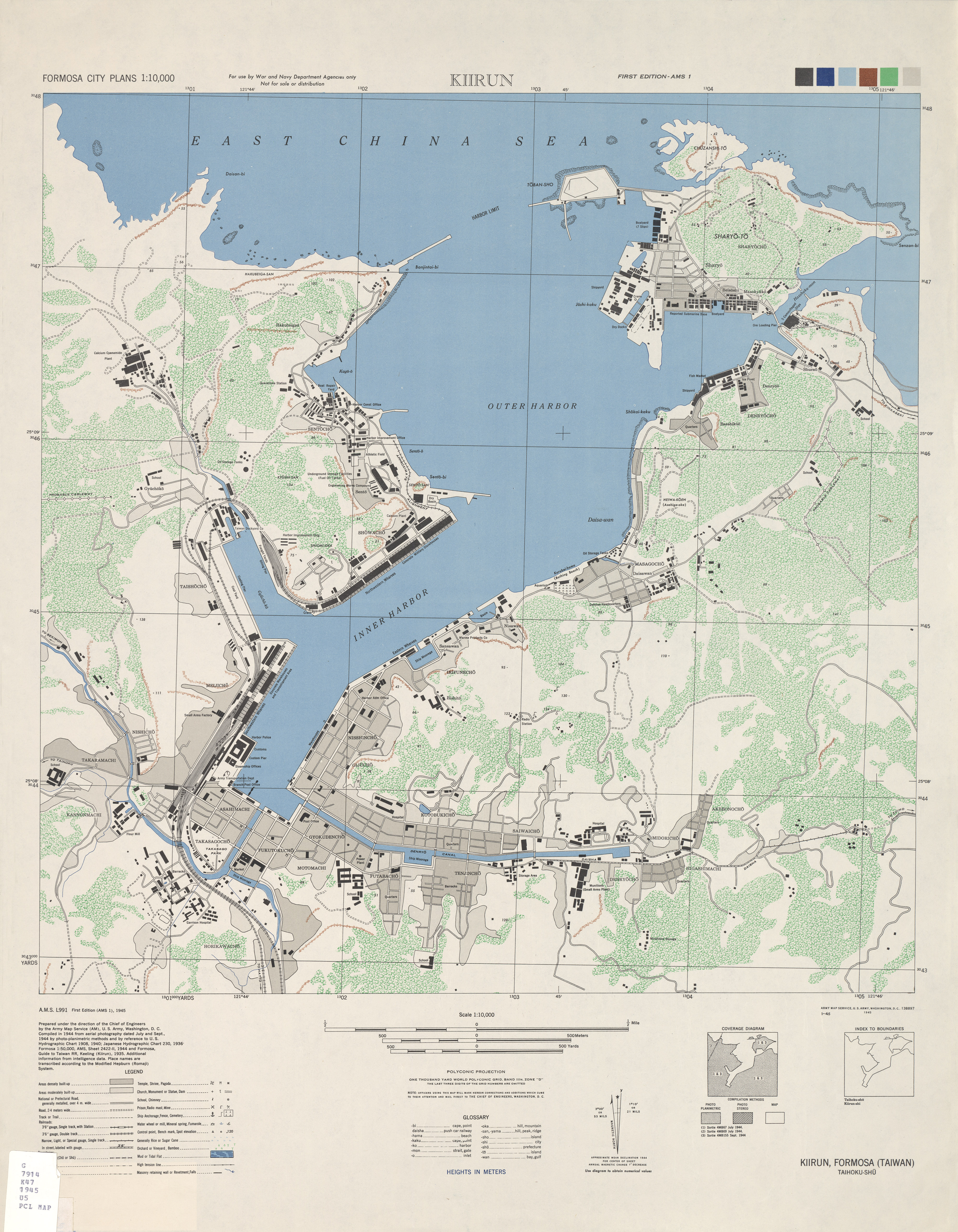
1945年に米国陸軍が作成した基隆の地図

この地に砦を最初に築いたのは、17世紀に台湾島を占領していたスペインやオランダだとされている。清朝時代末期の1886年ごろに劉銘伝が砲台として利用できるよう再整備したとされている。。現在見られる遺構は、1897年（明治30年）以降に大日本帝国陸軍が日露戦争に備えるために基隆要塞として整備したものである。標高約60mから65mの砲台には主装備として加式三十口径二七糎加農砲（カネー式30口径27センチ カノン砲）が4門、付属施設として指揮所、観測所、火薬庫、機関銃堡、貯水池、谷間に造られた兵舎などあった。現在、カノン砲は撤去され砲台のコンクリート・石造構造物の一部が残る。

## 交通機関
- 基隆駅から基隆市公車[7]（バス）101路に乗車し阿拉寶灣站（バス停）下車、徒歩約500m